# Sergiusz Noss
Sergiusz Noss, ros. Сергей Игнатьевич Носс (ur. 29 stycznia 1898 w Lublinie, zm. ?) – oficer Armii Czerwonej, generał brygady w ludowym Wojsku Polskim.

## Życiorys
Według własnej deklaracji był narodowości białoruskiej. Do momentu powołania go do służby w rosyjskiej armii jesienią 1915 skończył 4 semestry prawosławnego seminarium duchownego w Chełmie. Od 1916 dowódca plutonu, potem dowódca kompanii. Był dwukrotnie ranny, 20 września 1916 i 16 stycznia 1917 roku.
Od 1 kwietnia 1918 żołnierz Armii Czerwonej, od maja 1919 zastępca dowódcy pułku, od listopada 1919 dowódca kompanii. Uczestnik wojny domowej w Rosji w latach 1918-1920. Od września 1938 do kwietnia 1939 w rezerwie w związku z czystkami w Armii Czerwonej, potem ponownie w służbie. Starszy wykładowca taktyki w szkole oficerskiej. Od stycznia 1940 zastępca dowódcy batalionu szkolnego ds. liniowych w szkole oficerskiej w Tiumeni. Absolwent Akademii Wojskowej im. Frunzego w Moskwie w 1940 roku. Od grudnia 1941 walczył na Froncie Zachodnim, szef sztabu 42 Dywizji Strzeleckiej, potem 161 Dywizji Strzeleckiej w stopniu pułkownika, 28 lutego 1943 ciężko ranny, leczył się do listopada 1943 roku. Szef sztabu 49 Korpusu Strzeleckiego, 25 sierpnia 1944 skierowany do służby w Wojsku Polskim, szef wydziału operacyjnego 2 Armii WP. Od 10 października 1945 szef sztabu Dowództwa Okręgu Wojskowego nr III w Poznaniu, w grudniu 1945 mianowany generałem brygady przez Prezydium KRN. Od maja 1947 kierownik kursu Oddziału Szkolnego Akademii Sztabu Generalnego WP w Rembertowie. W marcu 1948 zakończył służbę w WP i powrócił do ZSRR. Dalsze jego losy nie są znane.

## Życie prywatne
Syn Ignacego, konduktora kolejowego i Elżbiety z Packiewiczów. Był żonaty z Diną Głuchową, nauczycielką. Miał dwóch synów, oficerów Armii Czerwonej.

## Odznaczenia
- Order Krzyża Grunwaldu III klasy (1945)
- Złoty Krzyż Zasługi (1946)
- Order Lenina (1945)
- Order Czerwonego Sztandaru (trzykrotnie)
- Order Wojny Ojczyźnianej I stopnia (1945)

i inne.